# Coleophora cristinae
Coleophora cristinae é uma espécie de mariposa do gênero Coleophora pertencente à família Coleophoridae.